# 赖因霍尔德·巴赫勒尔
赖因霍尔德·巴赫勒尔（德語：Reinhold Bachler，1944年12月26日—），奥地利男子跳台滑雪运动员。他曾代表奥地利参加1968年、1972年和1976年冬季奥林匹克运动会跳台滑雪比赛，获得一枚银牌。